# Állati küldetés
Az Állati küldetés (eredeti cím: Wild Kratts) amerikai–kanadai televíziós 2D-s számítógépes animációs sorozat, amelyet a 9 Story Media Group és a Kratt Brothers Company készített. A két főhős, Martin Kratt és Chris Kratt számítógéppel animált figurája. Amerikában a Public Broadcast Service vetíti, Kanadában a TVOntario, a Knowledge Kids és a Tele-Quebec sugároza, Magyarországon a Minimax adja, valamint az M2 gyerekcsatornán is többször látható volt.

## Ismertető
A két főhős, Chris Kratt és Martin Kratt, akiknek kalandjaihoz csatlakozva, nyomon követhető, hogy a vadon élő állatok közül milyenekkel találkoznak, valamint a tudomány és a szórakozás ehhez, hogy is kapcsolódik. Megismerhetők utazásaik során a vadállatok élőhelyei, a világ több részén. A kalandok, az élővilágra nézve, az állatok életét mutatják be és több nem látott pillanatot is. A történet során a kalandokat kíséri rejtély, mentés és hangos nevetés is.

## Szereplők
| Szereplő             | Eredeti hang     | Magyar hang                                          | Leírás                                                                                               |
| -------------------- | ---------------- | ---------------------------------------------------- | --- |
| Chris Kratt          | önmaga           | Joó Gábor                                            | Barna hajú barna szemű fiú. Martin testvére. Kedvenc színe a zöld. A "mászó tesó".                   |
| Martin Kratt         | önmaga           | Kisfalusi Lehel                                      | Szőke hajú kék szemű fiú. Chris testvére. Kedvenc színe a kék. Az "úszó tesó".                       |
| Aviva Corcovado      | Athena Karkanis  | Vadász Bea                                           | Hosszú barna hajú lány. Spanyol származású. Tehetséges feltaláló. ő készíti az állati erő lemezeket. |
| Jimmy                | Jonathan Malen   | Szokol Péter                                         | Hosszú vörös hajú fiú. A Teknőchajó kapitánya. eléggé félénk és falánk. Kedvenc étele a pizza.       |
| Koky                 | Heather Bambrick | Várkonyi Andrea Sági Tímea (6. évadtól)              | Fekete göndör hajú és fekete bőrű lány. A Teknőchajó karbantartója és számítástechnikai szakértő.    |
| Zach Varmitech       | Zachary Bennett  | Dányi Krisztián                                      | Gonosz őrült tudós. A tesók ellensége. Aviva felfedezéseit és kutatásait akarja ellopni.             |
| Donita Donata        | Eva Almos        | Román Judit                                          | Divattervező díva. Zach unokatestvére. a tesók ellensége. Élő állatokból akar ruhát készíteni.       |
| Dabio                | Cory Doran       | Kapácsy Miklós                                       | Donita szolgája. Eléggé izmos, de igazából nem gonosz.                                               |
| Gaston "Ínyenc" Tato | Zachary Bennett  | Bolla Róbert (1. hang) Petridisz Hrisztosz (2. hang) | Szakács és orvvadász. Különleges és veszélyeztetett állatokat akar feldolgozni.                      |
| Paisley Paver        | Julie Lemieux    | Andai Katalin                                        | |

- További magyar hangok: Hermann Lilla, Ifj. Boldog Gábor, Gubány György István

Magyar változat:
- Főcímdal: Kisfalusi Lehel
- Bemondó: Endrédi Máté (sorozatcím és stáblista), Kisfalusi Lehel és Joó Gábor (7. évad)
- Magyar szöveg: Ványai István (6. évad)
- Hangmérnök és vágó: Schmidt Zoltán (6. évad)
- Gyártásvezető: Vígvári Ágnes (6. évad)
- Szinkronrendező: Zentai Mária (6. évad)
- Produkciós vezető: Bor Gyöngyi (6. évad) Horján Annamária (7. évad)

A magyar változatot a Minimax megbízásából a Direct Dubs Studios készítette.

## Epizódok
| # | Magyar cím | Eredeti cím |
| --- | --- | --- |
| | | |
| ELSŐ ÉVAD | | |
| | | |
| S01E01 / 1. | A mamakrokodil | Mom of a Croc |
| Főbb állatok: Nílusi krokodil, Nílusi varánusz, Méhészborz, Víziló, Szitakötő, Marabu, Lágyhéjú teknős | Főbb állatok: Nílusi krokodil, Nílusi varánusz, Méhészborz, Víziló, Szitakötő, Marabu, Lágyhéjú teknős | Nile crocodile, Nile monitor lizard, honey badger, hippo, dragonfly, marabou stork, soft-shelled turtle |
| S01E02 / 2. | Bálnányi kalmár | Whale of a Squid |
| Főbb állatok: Ámbráscet, Tintahal, Óriáskalmár, Kolosszáris kalmár, Vakbolharák | Főbb állatok: Ámbráscet, Tintahal, Óriáskalmár, Kolosszáris kalmár, Vakbolharák | Sperm whale, arrow squid, giant squid, colossal squid, amphipods |
| S01E03 / 3. | Malacváros | Aardvark Town |
| Főbb állatok: Földimalac, Varacskos disznó, Szürkefejű ásólúd, Afrikai sziklapiton, Tarajos sül, Foltos hiéna, Termesz, Cibethiéna, Oroszlán | Főbb állatok: Földimalac, Varacskos disznó, Szürkefejű ásólúd, Afrikai sziklapiton, Tarajos sül, Foltos hiéna, Termesz, Cibethiéna, Oroszlán | Aardvark, warthog, South African shelduck, African rock python, porcupine, spotted hyena, termite, aardwolf, lion |
| S01E04 / 4. | Repülő gyíkok | Flight of the Draco |
| Főbb állatok: Repülő sárkány, Sárgabóbitás kakadu, Bórneói orángután | Főbb állatok: Repülő sárkány, Sárgabóbitás kakadu, Bórneói orángután | Flying dragon, sulphur-crested cockatoo, Bornean orangutan |
| S01E05 / 5. | Az izgága giliszták rejtélye | Mystery of the Squirmy Wormy |
| Főbb állatok: Földigiliszta, Ökörbéka, Kék szajkó, Vörösbegy, Énekes gezerigó, Csillagorrú vakond, Nagyszájú sügér | Főbb állatok: Földigiliszta, Ökörbéka, Kék szajkó, Vörösbegy, Énekes gezerigó, Csillagorrú vakond, Nagyszájú sügér | Earthworm, bullfrog, blue jay, robin, brown thrasher, star nosed mole, largemouth bass |
| S01E06 / 6. | Kacsacsőrű vacsora | Platypus Café |
| Főbb állatok: Kacsacsőrű emlős, Édesvízi rák | Főbb állatok: Kacsacsőrű emlős, Édesvízi rák | Platypus, crayfish |
| S01E07 / 7. | A jegesmedvék nem tánconak | Polar Bears Don't Dance |
| Főbb állatok: Jegesmedve, Rozmár | Főbb állatok: Jegesmedve, Rozmár | Polar bear, walrus |
| S01E08 / 8. | Építs, hód | Build it Beaver |
| Főbb állatok: Észak-Amerikai hód, Ökörbéka, Mosómedve, Szürke farkas, Csillagorrú vakond, Kanadai vidra, Jávorszarvas, Karolinai réce, Nagyszájú sügér | Főbb állatok: Észak-Amerikai hód, Ökörbéka, Mosómedve, Szürke farkas, Csillagorrú vakond, Kanadai vidra, Jávorszarvas, Karolinai réce, Nagyszájú sügér | North American beaver, bullfrog, raccoon, gray wolf, star nosed mole, North American river otter, moose, wood duck, largemouth bass |
| S01E09 / 9. | Az XT Lepkemobil utazása | Voyage of the Butterflier XT |
| Főbb állatok: Pompás királylepke hernyója, Pompás királylepke, Papilio glaucus, Kanadai hiúz, Gila, Odúfecske, Pók, Vándorsólyom, Rozmár, Zsiráf | Főbb állatok: Pompás királylepke hernyója, Pompás királylepke, Papilio glaucus, Kanadai hiúz, Gila, Odúfecske, Pók, Vándorsólyom, Rozmár, Zsiráf | Monarch caterpillar, monarch butterfly, tiger swallowtail caterpillar, Canada lynx, Gila monster, tree swallow, spider, peregrine falcon, walrus, giraffe |
| S01E10 / 10. | Mézvadászok | Honey Seekers |
| Főbb állatok: Méhészborz, Mézkalauz, Gyilkos méh, Impala, Gnú | Főbb állatok: Méhészborz, Mézkalauz, Gyilkos méh, Impala, Gnú | Honey badger, honeyguide, killer bee, lion, impala, wildebeest |
| S01E11 / 11. | Sügér klasszik | Bass Class |
| Főbb állatok: Kisszájú sügér, Nagyszájú sügér, Édesvízi rák, Naphal, Féreg, Csíkos sügér | Főbb állatok: Kisszájú sügér, Nagyszájú sügér, Édesvízi rák, Naphal, Féreg, Csíkos sügér | Smallmouth bass, largemouth bass, crayfish, sunfish, worm, striped bass |
| S01E12 / 12. | Szentjánosbogarak | Fireflies |
| Főbb állatok: Szentjánosbogár, Szentjánosbogár lárva (világító féreg), Photuris, Varangy | Főbb állatok: Szentjánosbogár, Szentjánosbogár lárva (világító féreg), Photuris, Varangy | Firefly, glowworm, Photuris, toad |
| S01E13 / 13. | A rozmárok furcsa kinézetének rejtélye | Mystery of the Weird Looking Walrus |
| Főbb állatok: Rozmár, Kagylók, Nyolckarú polip | Főbb állatok: Rozmár, Kagylók, Nyolckarú polip | Walrus, clam, giant Pacific octopus |
| S01E14 / 14. | Tasmán Chris | Tazzy Chris |
| Főbb állatok: Tasmán ördög, Kutya, Ökörbéka | Főbb állatok: Tasmán ördög, Kutya, Ökörbéka | Tasmanian devil, dog, bullfrog |
| S01E15 / 15. | Polip Krattikusz | Octopus Wildkratticus |
| Főbb állatok: Nyolckarú polip, Nagy fehér cápa, Rozmár, Grönlandi bálna, Makréla | Főbb állatok: Nyolckarú polip, Nagy fehér cápa, Rozmár, Grönlandi bálna, Makréla | Giant Pacific octopus, great white shark, walrus, bowhead whale, Atka mackerel |
| S01E16 / 16. | Séta a nedves oldalon | Walk on the Wetside |
| Főbb állatok: Sisakos baziliszkusz, Hárpiasas, Zöld iguána, Közönséges óriáskígyó | Főbb állatok: Sisakos baziliszkusz, Hárpiasas, Zöld iguána, Közönséges óriáskígyó | Plumed basilisk, harpy eagle, green iguana, boa constrictor |
| S01E17 / 17. | Elefánt a házban | Elephant in the Room |
| Főbb állatok: Afrikai elefánt, Foltos hiéna | Főbb állatok: Afrikai elefánt, Foltos hiéna | African elephant, spotted hyena |
| S01E18 / 18. | Hagyd a rinocéroszt hemperegni | Let the Rhinos Roll! |
| Főbb állatok: Fekete orrszarvú, Nyűvágó, Afrikai oroszlán, Kaméleon, Éti csiga | Főbb állatok: Fekete orrszarvú, Nyűvágó, Afrikai oroszlán, Kaméleon, Éti csiga | Black rhino, yellow-billed oxpecker, African lion, chameleon, land snail |
| S01E19 / 19. | Bokszoló kenguruk | Kickin' it with the Roos |
| Főbb állatok: Vörös óriáskenguru, Kacagó kokabúra, Dingó, Ékfarkú sas | Főbb állatok: Vörös óriáskenguru, Kacagó kokabúra, Dingó, Ékfarkú sas | Red kangaroo, laughing kookaburra, dingo, wedge-tailed eagle |
| S01E20 / 20. | A Kék és a Szürke | The Blue and the Gray |
| Főbb állatok: Keleti szürkemókus, Kék szajkó, Héja, Feketemedve, Vadpulyka, Mosómedve, Vörös hiúz, Szarvas, Kanadai hód, Kojot, Csíkosmókus | Főbb állatok: Keleti szürkemókus, Kék szajkó, Héja, Feketemedve, Vadpulyka, Mosómedve, Vörös hiúz, Szarvas, Kanadai hód, Kojot, Csíkosmókus | Gray squirrel, blue jay, northern goshawk, black bear, wild turkey, raccoon, bobcat, deer, North American beaver, coyote, chipmunk |
| S01E21 / 21. | Sólyomváros | Falcon City |
| Főbb állatok: Vándorsólyom, Szirti galamb | Főbb állatok: Vándorsólyom, Szirti galamb | Peregrine falcon, pigeon |
| S01E22 / 22. | Koalufi | Koala Balloon |
| Főbb állatok: Koala, Tüskés ördög, Dingó, Pompás királylepke | Főbb állatok: Koala, Tüskés ördög, Dingó, Pompás királylepke | Koala, thorny devil, dingo, monarch butterfly |
| S01E23 / 23. | Gepárd futam | Cheetah Racer |
| Főbb állatok: Gepárd, Thomson's gazella, Vándorsólyom, Fekete orrszarvú | Főbb állatok: Gepárd, Thomson's gazella, Vándorsólyom, Fekete orrszarvú | Cheetah, Thomson's gazelle, peregrine falcon, black rhinoceros |
| S01E24 / 24. | Bőgés | Ker-Honk |
| Főbb állatok: Borneói nagyorrú majom, Ködfoltos párduc, Szunda-krokodil, Kontyos kígyászsas, Piton | Főbb állatok: Borneói nagyorrú majom, Ködfoltos párduc, Szunda-krokodil, Kontyos kígyászsas, Piton | Proboscis monkey, clouded leopard, false gharial, serpent-eagle, python |
| S01E25 / 25. | Alakutánzók | Mimic |
| Főbb állatok: Gepárd, Méhészborz, Fekete mamba, Alföldi zebra, Fekete orrszarvú, Afrikai oroszlán, Thomson's gazella, Hiéna, Zsiráf, Afrikai elefánt | Főbb állatok: Gepárd, Méhészborz, Fekete mamba, Alföldi zebra, Fekete orrszarvú, Afrikai oroszlán, Thomson's gazella, Hiéna, Zsiráf, Afrikai elefánt | Cheetah, honey badger, black mamba, plains zebra, black rhino, lion, Thomson's gazelle, hyena, giraffe, African elephant |
| S01E26 / 26. | Karakállas | Caracal-Minton |
| Főbb állatok: Karakál, Gyöngytyúk, Gepárd, Varacskos disznó, Pöttyös hiéna, Afrikai uhu, Nílusi krokodil | Főbb állatok: Karakál, Gyöngytyúk, Gepárd, Varacskos disznó, Pöttyös hiéna, Afrikai uhu, Nílusi krokodil | Caracal, guinea fowl, cheetah, warthog, spotted hyena, spotted eagle owl, Nile crocodile |
| S01E27 / 27. | Cikk-cakk | Zig-Zagged |
| Főbb állatok: Alföldi zebra, Hiéna, Zsiráf, Víziló, Nílusi krokodil, Ló (csődör) | Főbb állatok: Alföldi zebra, Hiéna, Zsiráf, Víziló, Nílusi krokodil, Ló (csődör) | Plains zebra, hyena, giraffe, hippo, Nile crocodile, stallion |
| S01E28 / 28. | Hatalmas narancsszínű veszedelem | A Huge Orange Problem |
| Főbb Állatok: Borneói orángután, Borneói nagyorrú majom, Szunda-krokodil | Főbb Állatok: Borneói orángután, Borneói nagyorrú majom, Szunda-krokodil | Bornean orangutan, proboscis monkey, false gharial |
| S01E29 / 29. | Tengeri szőrpamacs | Seasquatch |
| Főbb állatok: Jetirák, Fitoplankton, Állatiplankton, Tintahal, Makréla, Óriáskalmár, Ámbráscet, Csőféreg, Négyollós garnéla, Mélytengeri horgászhal | Főbb állatok: Jetirák, Fitoplankton, Állatiplankton, Tintahal, Makréla, Óriáskalmár, Ámbráscet, Csőféreg, Négyollós garnéla, Mélytengeri horgászhal | Yeti crab, phytoplankton, zooplankton, arrow squid, Atka mackerel, giant squid, sperm whale, tube worm, caridean shrimp, angler fish |
| S01E30 / 30. | Tápláléklánc | The Food Chain Game |
| Főbb állatok: Aratótermesz, Gyöngytyúk, Sáska, Thomson's gazella, Lapátfülű róka, Vitézsas, Gepárd, Afrikai elefánt, Afrikai oroszlán, Afrikai sziklapiton, Alföldi zebra, Zsiráf, Varacskos disznó, Karakál, Fekete orrszarvú, Méh, Leopárd                                 | Főbb állatok: Aratótermesz, Gyöngytyúk, Sáska, Thomson's gazella, Lapátfülű róka, Vitézsas, Gepárd, Afrikai elefánt, Afrikai oroszlán, Afrikai sziklapiton, Alföldi zebra, Zsiráf, Varacskos disznó, Karakál, Fekete orrszarvú, Méh, Leopárd                                 | Harvester termite, Guinea fowl, locust, Thompson's gazelle, bat-eared fox, martial eagle, cheetah, African elephant, lion, African rock python, plains zebra, giraffe, warthog, caracal, black rhino, bee, leopard                                                                        |
| S01E31 / 31. | Álarcos banditák | Masked Bandits |
| Főbb állatok: Mosómedve, Szürke farkas, Édesvízi rák | Főbb állatok: Mosómedve, Szürke farkas, Édesvízi rák | Raccoon, gray wolf, crayfish |
| S01E32 / 32. | Repülés a pollinátorokkal | Flight of the Pollinators |
| Főbb állatok: Mézelő méh, Karolópók, Fügedarázs, Kolibri, Schlegel-lándzsakígyó (aranyszempillás vipera), Farksodró | Főbb állatok: Mézelő méh, Karolópók, Fügedarázs, Kolibri, Schlegel-lándzsakígyó (aranyszempillás vipera), Farksodró | Honey bee, crab spider, fig wasp, hummingbird, eyelash viper, kinkajou |
| S01E33 / 33. | A gekkó hatás | The Gecko Effect |
| Főbb állatok: Tokee gekkó, Nagy szőrössün, Kúpos fejű szöcske | Főbb állatok: Tokee gekkó, Nagy szőrössün, Kúpos fejű szöcske | Tokay gecko, moon rat, conehead katydid |
| S01E34 / 34. | Kis vonyító | Little Howler |
| Főbb állatok: Szürke farkas, Puma, Holló, Jávorszarvas | Főbb állatok: Szürke farkas, Puma, Holló, Jávorszarvas | Gray wolf, cougar, raven, moose |
| S01E35 / 35. | Tüskeböki szülinapi ajándéka | Quillber’s Birthday Present |
| Főbb állatok: Tarajos sül, Afrikai oroszlán, Alföldi zebra, Varacskos disznó, Afrikai elefánt, Zsiráf | Főbb állatok: Tarajos sül, Afrikai oroszlán, Alföldi zebra, Varacskos disznó, Afrikai elefánt, Zsiráf | Crested porcupine, African lion, plains zebra, warthog, African elephant, giraffe |
| S01E36 / 36. | Denevéres süti | A Bat in the Brownies |
| Főbb állatok: Kis barna denevér, Szúnyog, Nagyszájú sügér, Füleskuvik, Vándorsólyom, Mosómedve | Főbb állatok: Kis barna denevér, Szúnyog, Nagyszájú sügér, Füleskuvik, Vándorsólyom, Mosómedve | Little brown bat, mosquito, largemouth bass, screech owl, peregrine falcon, raccoon |
| S01E37 / 37. | Cápákra tapadva | Stuck on Sharks |
| Főbb állatok: Nagy fehér cápa, Kardszárnyú delfin, Bálna, Ajakoshal, Remóra, Ördögrája | Főbb állatok: Nagy fehér cápa, Kardszárnyú delfin, Bálna, Ajakoshal, Remóra, Ördögrája | Great white shark, orca whale, wrasse, remora, manta ray |
| S01E38 / 38. | Madarat tolláról | Birds of A Feather |
| Főbb állatok: Raggi paradicsommadár, Galléros paradicsommadár, Lawes paradicsommadár, Szúnyog | Főbb állatok: Raggi paradicsommadár, Galléros paradicsommadár, Lawes paradicsommadár, Szúnyog | Raggiana bird-of-paradise, superb bird-of-paradise, Lawes's parotia, mosquito |
| S01E39 / 39. | Gülüszemek, az éjjeli őr | Googly-Eye: The Night Guru |
| Főbb állatok: Koboldmaki, Piton, Kúpfejű szöcske | Főbb állatok: Koboldmaki, Piton, Kúpfejű szöcske | Tarsier, python, conehead katydid |
| S01E40 / 40. | Raptorhajsza | Raptor Round-Up |
| Főbb állatok: Kígyászkeselyű, Afrikai uhu, Varacskos disznó, Fakó énekeshéja, Vitézsas, Vándorsólyom, Gyapjasfejű keselyű, Fekete mamba, Rétisas, Királykeselyű, Gyöngybagoly, Ékfarkú sas, Tarka vércse, Pulykakeselyű, Hárpiasas, Füleskuvik, Karvalysas, Afrikai oroszlán | Főbb állatok: Kígyászkeselyű, Afrikai uhu, Varacskos disznó, Fakó énekeshéja, Vitézsas, Vándorsólyom, Gyapjasfejű keselyű, Fekete mamba, Rétisas, Királykeselyű, Gyöngybagoly, Ékfarkú sas, Tarka vércse, Pulykakeselyű, Hárpiasas, Füleskuvik, Karvalysas, Afrikai oroszlán | Secretary bird, spotted eagle owl, warthog, chanting goshawk, martial eagle, peregrine falcon, white-headed vulture, black mamba, bald eagle, king vulture, barn owl, wedge-tailed eagle, American kestrel, turkey vulture, harpy eagle, screech owl, crested serpent eagle, African lion |
| MÁSODIK ÉVAD | | |
| | | |
| S02E01 / 41. | Kócos nap | Bad Hair Day |
| | | |
| S02E02 / 42. | Hajsza a lemezért | Race for the Hippo Disc |
| | | |
| S02E03 / 43. | Állati kihívás | Creature Power Challenge |
| | | |
| S02E04 / 44. | Termesz eledelek | Termites Versus Tongues |
| | | |
| S02E05 / 45. | Boldog pulyka napot | Happy Turkey Day |
| | | |
| S02E06 / 46. | Nyak nyak mellett | Neck and Neck |
| | | |
| S02E07 / 47. | Bogarak vagy majmok? | Bugs or Monkeys? |
| | | |
| S02E08 / 48. | A pókháló titkai | Secret of the Spieder's Web |
| | | |
| S02E09 / 49. | Árnyék, a fekete jaguár | Shadow: The Black Jaguar |
| | | |
| S02E10 / 50. | Kolibri fogócska | To Touch a Hummingbird |
| | | |
| S02E11 / 51. | Esőerdő ragu | Rainforest Stew |
| | | |
| S02E12 / 52. | Csikóhal Rodeó | Seahorse Rodeo |
| | | |
| S02E13 / 53. | Beszéljünk delfinül | Speaking Dolphinese |
| | | |
| S02E14 / 54. | Vízi béka | Aquafrog |
| | | |
| S02E15 / 55. | Teknőc tuning | Turtuga Tune Up |
| | | |
| S02E16 / 56. | Gömbhal galiba | Blowfish Blowout |
| | | |
| S02E17 / 57. | Gyalogkakukk | Roadrunner |
| | | |
| S02E18 / 58. | Zsebszáj, a zátony megmentője | Rocket Jaw Rescuer of the Reef |
| | | |
| S02E19 / 59. | Hótaposók | Snow Runners |
| | | |
| S02E20 / 60. | A fanyűvő idegenek támadása | Attack of the Tree Eating Aliens |
| | | |
| S02E21 / 61. | Csörgőkígyók kristálya | Rattlesnake Crystal |
| | | |
| S02E22 / 62. | Borzalom | Skunked! |
| | | |
| S02E23 / 63. | Viperagyík a házunk alatt | Gila Monster Under My House |
| | | |
| S02E24 / 64. | Sivatagi tündérek | Desert Elves |
| | | |
| S02E25 / 65. | Ébresztő, mormota | Groundhog Wake Up Call |
| | | |
| S02E26 / 66. | Utazás a hó alá | Journey to the Subnivean Zone |
| | | |
| HARMADIK ÉVAD | | |
| | | |
| S03E01 / 67. | A remeterák páncélja | Hermit Crab Shell Exchange |
| | | |
| S03E02 / 68. | A repülő halak | When Fhis Fly |
| | | |
| S03E03 / 69. | Csúszka, a vidra | Slider, the Otter |
| | | |
| S03E04 / 70. | Moszkitókötő | Mosquito Dragon |
| | | |
| S03E05 / 71. | A befagyott tó | Under Frozen Pond |
| | | |
| S03E06 / 72. | A floridai puma nyomában | Search for the Florida Panther |
| | | |
| S03E07 / 73. | A halászsas | Osprey |
| | | |
| S03E08 / 74. | Oposszum a zsebben | Opossum in My Pocket |
| | | |
| S03E09 / 75. | Bandita a fekete lábú görény | Bandito the Black Foodet Ferret |
| | | |
| S03E10 / 76. | A bölények földjén | Where the Bison Roam |
| | | |
| S03E11 / 77. | A krokogátor verseny | Crocogator Contest |
| | | |
| S03E12 / 78. | Állati futam | The Amazing Creature Race |
| | | |
| S03E13 / 79. | Préri galiba | Prairie Who? |
| | | |
| S03E14 / 80. | A préri rejtélye | Mystery on the Prairie |
| | | |
| S03E15 / 81. | Kaméleon a célkeresztben | Chameleon on Target |
| | | |
| S03E16 / 82. | Fossza mulatság | Fossa Palozza! |
| | | |
| S03E17 / 83. | Mini Madagaszkár | Mini Madagascar |
| | | |
| S03E18 / 84. | Aye Aye! | Aye Aye! |
| | | |
| S03E19 / 85. | Makilábak | Lemur Legs |
| | | |
| S03E20 / 86. | Makibűzpárbaj | Lemur Stink Fight |
| | | |
| S03E21 / 87. | Az aranybambuszmaki | Golden Bamboo Lemur |
| | | |
| S03E22 / 88. | Tanrek kincs vadászat | Tenrec Treasure Hunt |
| | | |
| S03E23 / 89. | Az ájtatos manó | Praying Mantis |
| | | |
| S03E24 / 90. | Hajsza a halakkal | Capture the Fhismobile |
| | | |
| S03E25 / 91. | Vissza az időben, a dodó kora | Back in Creature Time, Part 1 – Day of the Dodo |
| | | |
| S03E26 / 92. | Vissza az időben, a tasmán tigris | Back in Creature Time, Part 2 - Tasmanian Tiger |
| | | |
| NEGYEDIK ÉVAD | | |
| | | |
| S04E01 / 93. | Liturgusa krattorum | Liturgusa krattorum |
| Főbb állatok: Liturgusa krattorum imádkozósáska, Madárpók | | |
| S04E02 / 94. | Panda benzin! | Panda Power Up! |
| Főbb állatok: Óriáspanda | | |
| S04E03 / 95. | Hóbagoly invázió | Snowy Owl Invasion |
| Főbb állatok: Hóbagoly, Óriáspanda | | |
| S04E04 / 96. | Tobzoska Mentés | Pangolin Rescue |
| Főbb állatok: Tobzoska | | |
| S04E05 / 97. | ? | A Creature Christmas-Part 1 |
| Főbb állatok: ? | | |
| S04E06 / 98. | ? | A Creature Christmas-Part 2 |
| Főbb állatok: ? | | |
| S04E07 / 99. | Lunda Mentés | Puffin Rescue |
| Főbb állatok: Lunda | | |
| S04E08 / 100. | Az Árapály öv sztárjai | Stars of the Tides |
| Főbb állatok: Remeterák, Kacsalábú rák, Csészecsiga, Kék kagyló, Állati plankton, Plankton, Vakbolharák, Tengeri rózsa, Tengerisün, Nevetősirály, Tengeri csillag, Napcsillag, Homár                                                                                         | | |
| S04E09 / 101. | Az utolsó legnagyobb homár | The Last Largest Lobster |
| Főbb állatok: Homár, Nevetősirály, Menhaden hal, Állati plankton, Remeterák, Szardínia, Nagy fehér cápa | | |
| S04E10 / 102. | Arany piszeorrú majomember | Golden Snub Nosed Monkey Man |
| Főbb állatok: Arany piszeorrú majom | | |
| S04E11 / 103. | Chris rossz napja | The Other Martins |
| Főbb állatok: Légy, Kecskebéka, Szitakötő, Bíborfecske, Nyuszt, Vörös mókus, Kérész | | |
| S04E12 / 104. | Elektromos angolna! | Eel-lectric! |
| Főbb Állatok: Hárpiasas, Elektromos angolna, Kajmán, Jaguár | | |
| S04E13 / 105. | A kétszarvú narvál rejtélye | The Mistery of the Two Horned Narwhal |
| Főbb állatok: Bölény, Jávorszarvas, Narvál, Kardszárnyú delfin | | |
| S04E14 / 106. | Tengeri vidra úszás | Sea Otter Swim |
| Főbb állatok: Tengeri vidra, Tengerisün, Kagylók, Fehérfejű rétisas | | |
| S04E15 / 107. | Vörös panda mentés | Red Panda Rescue |
| Főbb állatok: Vörös macskamedve, Óriáspanda, Arany piszeorrú majom | | |
| S04E16 / 108. | Szellem medve | Spirit Bear |
| Főbb állatok: Fekete medve, Kermode-baribál | | |
| S04E17 / 109. | Kína színei | The Colours of China |
| Főbb állatok: Aranyfácán, Óriáspanda, Vörös macskamedve, Arany piszeorrú majom | | |
| S04E18 / 110. | Bedobozolt teknős! | Box Turtled in! |
| Főbb állatok: Dobozteknős, Fehérfejű rétisas | | |
| S04E19 / 111. | 100 éves állatok | Animals who Live to be 100 Years Old |
| Főbb állatok: Pettyesszárnyú muslinca, Vörös arapapagáj, Galapagosi Óriásteknős, Emberhal, Grönlandi bálna, Halhatatlan medúza | | |
| S04E20 / 112. | Lövőhaliskola | Archerfish School |
| | | |
| S04E21 / 113. | Az orca szereti a cápákat | This Orca Likes Sharks |
| | | |
| S04E22 / 114. | Tejfog és pézsmagida | Baby Tooth & Kid Musky |
| | | |
| S04E23 / 115. | Adoptált gepárd | Cheetah Adopted |
| | | |
| S04E24 / 116. | Pézsmatulok mánia | Musk ox Mania |
| | | |
| S04E25 / 117. | ? | Creatures of the Deep Sea-Part 1 |
| | | |
| S04E26 / 118. | ? | Creatures of the Deep Sea-Part 2 |
| ÖTÖDIK ÉVAD | | |
| S05E01 / 119. | Pingvinek,az északi sarkon? | Mystery of the North Pole Penguins? |
| S05E02 / 120. | A tigrisek szentélye | Temple of Tigers |
| S05E03 / 121. | A dól duplikátor | The Dhole Duplicator |
| S05E04 / 122. | A kobrák királya | The Cobra King |
| S05E05 / 123. | Tűzálló szerelés | Fire Salamander |
| S05E06 / 124. | Pofi a hörcsög | Cheeks the Hamster |
| S05E07 / 125. | Vad pónik | Wild Ponies |
| S05E08 / 126. | Elefánt agyak | Elephant Brains! |
| S05E09 / 127. | Lajhár medve erő | Sloth Bear Suction |
| S05E10 / 128. | Szöcskeugrás | City Hoppers! |
| S05E11 / 129. | Kék gém | Blue Heron |
| S05E12 / 130. | Válassz kardhalat! | Choose Your Swordfish |
| S05E13 / 131. | Komodói sárkány | Komodo Dragon |
| S05E14 / 132. | Hős utazása 1. rész | Hero's Journey - Part 1 |
| S05E15 / 133. | Hős utazása 2. rész | Hero's Journey - Part 2 |
| S05E16 / 134. | Negyedik fehérfejű rétisas | |
| S05E17 / 135. | A herminátor | |
| S05E18 / 136. | Herkules,az óriási bogár | |
| S05E19 / 137. | Rémes lények 1. rész | Creepy Creatures! - Part 1 |
| S05E20 / 138. | Rémes lények 2. rész | Creepy Creatures! - Part 2 |

## További információ
- Hivatalos oldal
- Állati küldetés a Facebookon
- Állati küldetés a PORT.hu-n (magyarul)
- Állati küldetés az Internet Movie Database-ben (angolul)
- Állati küldetés a Box Office Mojón (angolul)